# Punta Colorada (Chile)
Punta Colorada, es una localidad chilena, que fuera anteriormente una estación ferroviaria. Sus habitantes, hoy en día. se dedican al ganado caprino, minería y a algunos proyectos agroindustriales. Al interior de Punta Colorada y a una distancia de 37 km, se puede encontrar la antigua localidad de Los Pajaritos.

## Naturaleza
Antes de llegar al lugar, es posible visualizar una colonia de los conocidos y hermosos loros Tricahue, especie que se encuentra protegida.

## Transporte
La localidad está ubicada al norte de La Serena, 87 km por la Ruta 5 Norte, a través de un desvío al este de 2 km.
El retorno hacia la carretera se realiza por el camino que desemboca en la quebrada El Pelícano, pasando por la cuesta Colorada, donde se localizan sectores aptos para la observación astronómica.

## Energía
También en el sector se encuentra el Parque eólico Punta Colorada, que mediante 10 molinos aprovecha el viento para generar electricidad.